# 遠く離れても
遠く離れても（とおくはなれても）は栗林誠一郎のアルバム。

## 内容
11曲中2曲はZARDのセルフカバー曲。ギターには、DIMENSIONの増崎孝司だけではなく、DEENの田川伸治も参加。なお、タイトル曲は関西テレビ系「愛と疑惑のサスペンス」のエンディングテーマ（サウンド・トラックでは、最高順位16位）。

## 批評
CDジャーナルは「サウンドも詞の世界も、ごくオーソドックス。全曲ラヴ・ソングで肩ひじはらず、ラクに聴き流せるシティ・ポップス」と評した。

## 収録曲
全作曲:栗林誠一郎
1. Love Ya, Rady
作詞・編曲:栗林誠一郎
2. I LOVE YOU SO
作詞:小田佳奈子 編曲:栗林誠一郎
3. 帰らない季節
作詞:小田佳奈子 編曲:大島こうすけ
4. 誰かが待っている - 原曲:ZARD
作詞:坂井泉水 編曲:栗林誠一郎
自身がZARDに提供した曲のセルフカバー。ZARDver.に比べてゆったりとしたメロディーのボサノヴァ＆ジャズ調。
5. 遠く離れても
作詞:小田佳奈子 編曲:栗林誠一郎
6. Don't you see what I love
作詞・編曲:栗林誠一郎
7. 永遠をあずけてくれ - 原曲:DEEN[2]
作詞:川島だりあ 編曲:栗林誠一郎(ストリングスアレンジ:池田大介)
8. 残された夏
作詞:小田佳奈子 編曲:栗林誠一郎
9. いつでも君を見つめている
作詞:小田佳奈子 編曲:栗林誠一郎
10. Canaria～カナリヤ～ - 原曲:ZARD
作詞:坂井泉水 英訳詞・編曲:栗林誠一郎
全編、栗林のピアノ演奏作品。
11. Nobody Got It Right
作詞:小田佳奈子 編曲:大島こうすけ

## 参加ミュージシャン
- 栗林誠一郎 - ベース(#1, 2, 4 - 9)、キーボード(#1, 2)、シンセサイザー(#4, 6, 8, 9)、ピアノ(#10)、コーラス(#2 - 5, 7 - 9, 11)
  - 鈴木英俊 - ギター(#1)
  - 増崎孝司 from DIMENSION - ギター(#2, 4, 9)
  - 田川伸治 from DEEN - ギター(#3, 5 - 7, 11)
  - 青山純 - ドラム(#1, 2, 5, 7, 8)
  - 江口信夫 - ドラム(#4, 9)
  - 大島こうすけ from SO-FI - キーボード・プログラミング(#3, 9)
  - 鈴木憲彦 - キーボード(#5)
  - 勝田一樹 from DIMENSION - サックス(#1, 5, 6, 9)
  - 小野塚晃 from DIMENSION - ピアノ(#4, 7, 9)
  - 数原晋 - トランペット(#8)、フリューゲルホルン(#2)
  - 木幡光邦 - トランペット(#1, 9)
  - 佐々木史郎 - トランペット(#1, 9)
  - 澤野博敬 - トランペット(#5)
  - 中路英明 - トロンボーン(#1, 9)
  - 野村裕幸 - トロンボーン(#5)
  - 岩切玲子 - コーラス(#3, 11)
  - 大田紳一郎 from BAAD - コーラス(#1 参加しているが、非表記)
  - 山本千絵 - コーラス(#5)、ディレクター(#ALL)
  - 日色純一ストリングスカルテット - ストリングスセクション(#7)